# Formule 750 1977
De Formule 750 1977 was de vijfde raceserie in het Formule 750-kampioenschap, dat in 1973 door de Fédération Internationale de Motocyclisme werd ingesteld. In dit jaar was de Formule 750 voor het eerst een officieel wereldkampioenschap.
Pat Evans verongelukte tijdens de 200 Mijl van Imola na een val in de Tamburello-bocht. Op dezelfde dag, na de wedstrijd, verongelukten coureur Randy Cleek, zijn tolk Guiseppi Geraci en zijn sponsor Kurt Keifer onderweg naar hun hotel. 

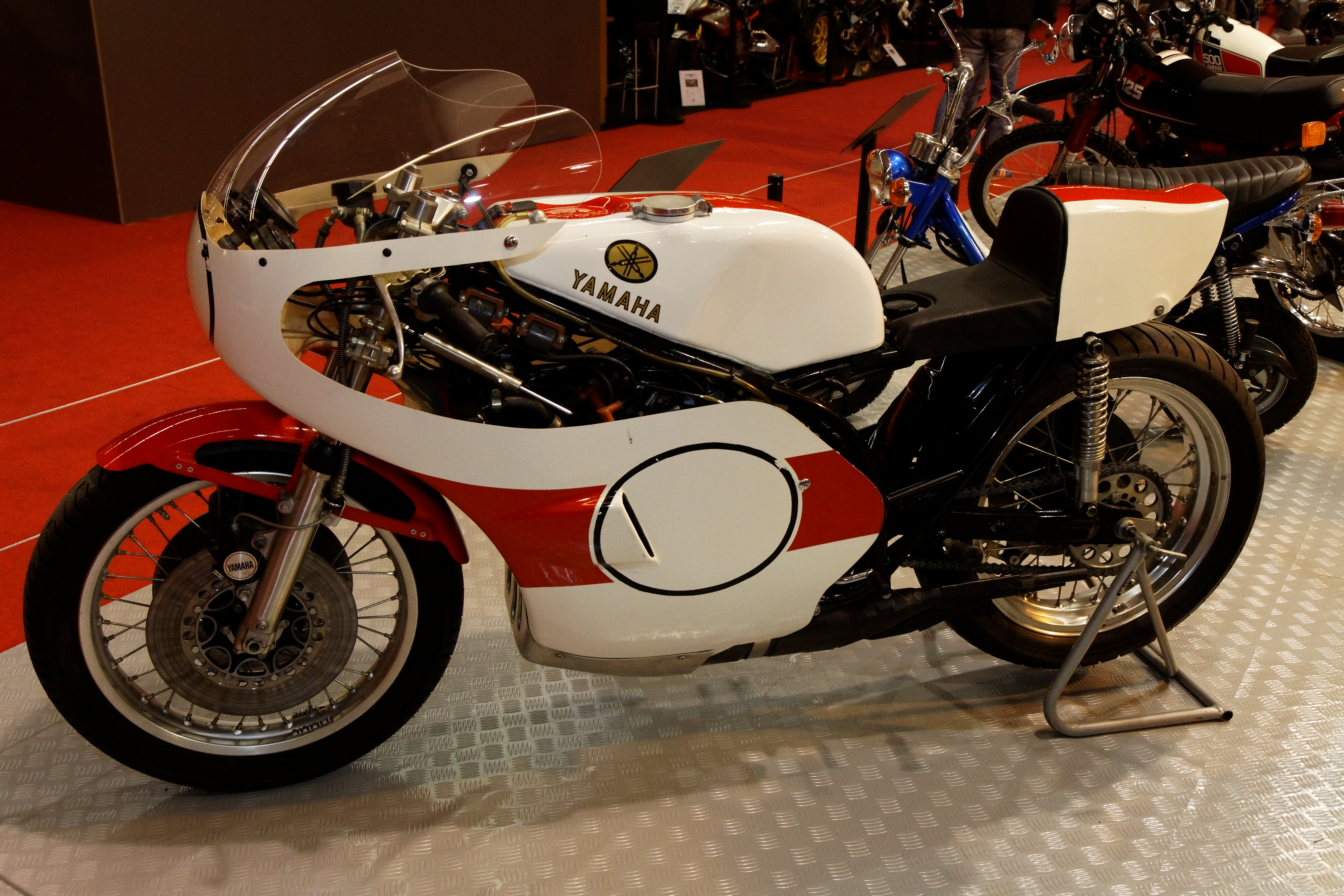
De Yamaha OW 31 was de fabrieksracer van Yamaha

## Voorgeschiedenis
Door de toenemende populariteit van races met 750cc-motorfietsen (met name in de Daytona 200 en later ook de 200 Mijl van Imola) had de FIM in 1972 besloten om vanaf 1973 een apart kampioenschap voor deze machines op te zetten. Dit kampioenschap kreeg nog geen WK-status. In 1973 was al gebleken dat er meer reglementen moesten komen, met name voor wat betreft de puntentelling en de indeling in twee manches, die door sommige organisatoren wel en door andere niet werd toegepast. In 1974 was er een mager programma gepresenteerd: organisatoren wilden de nieuwe Yamaha TZ 750A in hun races zien, maar die machine was niet gehomologeerd en mocht in de 750 cc Prijs van de FIM niet aan de start komen. De meeste organisatoren kozen voor de inkomsten van het publiek, dat ook voor deze Yamaha kwam, en maakten van hun wedstrijd een gewone internationale race. Slechts drie wedstrijden werden in het kader van de 750 cc Prijs van de FIM verreden, maar in 1975 en 1976 waren dat weer acht wedstrijden.

## Formule 750 1977
In 1977 waren er veel organisatoren geïnteresseerd in de Formule 750 en de officiële WK-titel was ook interessant voor de coureurs, maar de motorfabrikanten bouwden - met uitzondering van Yamaha - geen 750cc-racers. Dat betekende dat de enige kanshebbers op de nieuwe wereldtitel op een Yamaha TZ 750 zouden rijden. Er was nu zelfs een speciale fabrieksversie van die machine, die de codenaam OW 31 kreeg.
Bij de Daytona 200 konden de bandenfabrikanten niet garanderen dat hun producten het 200 mijl zouden volhouden en daarom was al besloten de race verplicht te onderbreken voor een bandenwissel. Uiteindelijk noodzaakten de donkere wolken de organisatie twee aparte manches te laten rijden, maar toen de regen losbarstte, werd de tweede manche helemaal afgelast. Al in de trainingen werd duidelijk dat de winnaar op een Yamaha zou rijden. Het hele veld werd aangevoerd door Yamaha OW 31 fabrieksracers en Yamaha TZ 750 D productieracers. In de race nam Kenny Roberts de leiding, maar hij werd vrij eenvoudig gepasseerd door Steve Baker, die zelfs van hem wegliep. Roberts wist wel Takazumi Katayama op de derde plaats te houden, maar van spanning was in de race geen sprake meer. Toen men zich voorbereidde voor de tweede manche barstte de bui los en volgens het reglement mocht men bij 50% van de te rijden afstand (100 van de 200 mijlen) van een geldend resultaat spreken.
Kenny Roberts kreeg zijn revanche in de 200 Mijl van Imola, waar hij beide manches onbedreigd wist te winnen. Steve Baker werd twee keer tweede, Giacomo Agostini werd in de eerste manche vierde en in de tweede manche derde en in de totaalstand ook derde. Boet van Dulmen reed een uitstekende race: Vijfde in de eerste en vierde in de tweede manche en vijfde in de totaalstand.
Kenny Roberts startte niet in de derde Formule 750 race in Jarama. Steve Baker won ook hier, maar de wedstrijd was onverwacht "om praktische redenen" tot slechts één manche teruggebracht. Boet van Dulmen reed aanvankelijk even aan de leiding en kreeg die eerste plaats opnieuw in handen toen het team van Baker bij de tankstop een fout maakte die hem 34 seconden kostte. Van Dulmen ging in zijn pogingen om de snel inlopende Baker voor te blijven te ver en viel. Ook Christian Sarron viel, maar hij kon verder en wist zelfs zijn tweede plaats vast te houden. Hubert Rigal kreeg de derde plaats min of meer in de schoot geworpen toen Barry Ditchburn zondere benzine kwam te staan en Philippe Coulon door een versleten ketting moest afhaken.
In het Franse Dijon won Cristian Estrosi beide manches. Philippe Coulon behaalde twee tweede plaatsen en Steve Baker werd twee keer derde. Boet van Dulmen kwam niet aan de start nadat hij in de trainingen een dubbele armbreuk had opgelopen, naast een gebroken middenvoetsbeentje en wat schaafwonden.
De Britse race op Brands Hatch werd gewonnen door Steve Baker, die in beide manches van start tot finish aan de leiding ging. In de eerste manche werd hij op 2,6 seconden gevolgd door Mick Grant, maar toen die in de tweede manche probeerde Christian Sarron te passeren om bij Baker te kunnen blijven viel hij. Nu werd Ron Haslam tweede. De derde plaatsen waren voor Sarron en Barry Ditchburn. Opmerkelijk genoeg stond na vijf races Kenny Roberts, die er slechts twee had gereden, nog steeds op de tweede plaats in de totaalstand omdat Christian Estrosi, Christian Sarron en Philippe Coulon door valpartijen en uitvallen hem nog steeds niet inhaalden.
In Salzburg werd door het slechte weer slechts één manche gereden; de tweede werd na enkele ronden afgebroken. Steve Baker won opnieuw, vóór Giacomo Agostini en Christian Sarron. Sarron kwam nu op de tweede plaats in het kampioenschap, met liefst 48 punten achterstand op Steve Baker.
Door beide manches op het Belgische Zolder te winnen stelde Steve Baker zijn wereldtitel definitief veilig. In de totaaluitslag van Zolder eindigde Marco Lucchinelli op de tweede plaats nadat hij ook in de manches twee keer tweede was geworden. Takazumi Katayama werd derde, ook na twee keer op die positie gefinisht te zijn.
In de rijdersvergadering in Assen werd besloten dat tankstops niet verplicht zouden zijn, maar een manche zonder tanken rijden was wel een risico. In de eerste manche namen de Yamaha-fabrieksrijders Johnny Cecotto en Steve Baker samen een flinke voorsprong, maar toen Cecotto ging tanken was de spanning meteen weg; De tankinstallatie werkte niet goed en zowel de Yamaha als Cecotto zelf zaten onder de benzine. Cecotto vond het niet verantwoord verder te rijden en vertrok zelfs woedend. Hij weigerde zelfs in de tweede manche te starten. Steve Baker maakte wel een correcte tankstop en won de manche. Lucchinelli werd tweede en Sarron werd derde. In de tweede manche nam Baker weer de leiding en maakte een tankstop, maar Marco Lucchinelli waagde de gok en tankte niet. Als hij meer dan 3,2 seconden vóór Baker wist te blijven zou hij zelfs dagwinnaar kunnen worden. Baker deed er alles aan om dit te voorkomen en in de laatste ronde reed hij zelfs een nieuw ronderecord, maar hij finishte 3,8 seconden na Lucchinelli, die dus met 0,6 seconden voorsprong totaalwinnaar werd. Hij had nog twee liter benzine in zijn tank. In de tweede manche werd Giacomo Agostini derde, maar in de einduitslag was de derde plaats voor Christian Sarron.
In Laguna Seca kreeg Steve Baker te maken met veel Amerikaanse collega's die niet in Europa waren gestart. In de eerste manche kreeg hij bovendien bandenproblemen en die werd dan ook gewonnen door Skip Aksland. Gregg Hansford werd tweede en Baker werd slechts derde. Baker wist wel de tweede manche te winnen, vóór Aksland en Hansford, maar Skip Aksland werd toch totaalwinnaar.
De Formule 750-races in Canada werden een groot succes voor Kawasaki. Gregg Hansford won beide manches en zijn teamgenoot Yvon Duhamel werd in de eerste manche derde en in de tweede manche tweede. Daarmee werd hij ook in de totaalstand tweede, vóór Steve Baker, die tweede en derde werd.
Geen Amerikanen waren er bij de laatste race op Hockenheim, waar Giacomo Agostini beide manches won. Katayama werd twee keer tweede en Armando Toracca werd in de eerste manche tweede en in de tweede manche vierde en daardoor derde in te totaalstand. De tweede plaats in de tweede manche ging naar Teuvo Länsivuori. In de eindstand van het WK Formule 750 stond Steve Baker (Yamaha) met 131 punten op de eerste plaats, Christian Sarron (Yamaha) met 55 punten op de tweede plaats en Giacomo Agostini (Yamaha) met 45 punten op de derde plaats.

## Puntentelling
De vijf beste resultaten telden, maar de races die in manches waren verdeeld leverden één totaalresultaat op. 
|         | 1e | 2e | 3e | 4e | 5e | 6e | 7e | 8e | 9e | 10e |
| Punten: | 15 | 12 | 10 | 8  | 6  | 5  | 4  | 3  | 2  | 1   |

## Uitslagen
|    | Datum        | Race               | Circuit       | 1e                             | 2e                | 3e                |
| -- | ------------ | ------------------ | ------------- | ------------------------------ | ----------------- | ----------------- |
| 1  | 13 maart     | Daytona 200        | Daytona       | Steve Baker                    | Kenny Roberts     | Takazumi Katayama |
| 1  | 13 maart     | Daytona 200        | Daytona       | Wegens zware regenval afgelast |                   |                   |
| 1  | 03 april     | 200 Mijl van Imola | Imola         | Kenny Roberts                  | Steve Baker       | Christian Sarron  |
| 1  | 03 april     | 200 Mijl van Imola | Imola         | Kenny Roberts                  | Steve Baker       | Giacomo Agostini  |
| 3  | 24 juli      | Spanje             | Jarama        | Steve Baker                    | Christian Sarron  | Hubert Rigal      |
| 4  | 5 juni       | Frankrijk          | Dijon-Prenois | Christian Estrosi              | Philippe Coulon   | Steve Baker       |
| 4  | 5 juni       | Frankrijk          | Dijon-Prenois | Christian Estrosi              | Philippe Coulon   | Steve Baker       |
| 5  | 10 juli      | Groot-Brittannië   | Brands Hatch  | Steve Baker                    | Mick Grant        | Christian Sarron  |
| 5  | 10 juli      | Groot-Brittannië   | Brands Hatch  | Steve Baker                    | Ron Haslam        | Barry Ditchburn   |
| 6  | 21 augustus  | Oostenrijk         | Salzburgring  | Steve Baker                    | Giacomo Agostini  | Christian Sarron  |
| 6  | 21 augustus  | Oostenrijk         | Salzburgring  | Wegens zware regenval afgelast |                   |                   |
| 7  | 28 augustus  | België             | Zolder        | Steve Baker                    | Marco Lucchinelli | Takazumi Katayama |
| 7  | 28 augustus  | België             | Zolder        | Steve Baker                    | Marco Lucchinelli | Takazumi Katayama |
| 8  | 04 september | Nederland          | Assen         | Steve Baker                    | Marco Lucchinelli | Christian Sarron  |
| 8  | 04 september | Nederland          | Assen         | Marco Lucchinelli              | Steve Baker       | Christian Sarron  |
| 9  | 11 september | Verenigde Staten   | Laguna Seca   | Skip Aksland                   | Gregg Hansford    | Steve Baker       |
| 9  | 11 september | Verenigde Staten   | Laguna Seca   | Steve Baker                    | Skip Aksland      | Gregg Hansford    |
| 10 | 18 september | Canada             | Mosport       | Gregg Hansford                 | Steve Baker       | Yvon Duhamel      |
| 10 | 18 september | Canada             | Mosport       | Gregg Hansford                 | Yvon Duhamel      | Steve Baker       |
| 11 | 25 september | Duitsland          | Hockenheim    | Giacomo Agostini               | Takazumi Katayama | Armando Toracca   |
| 11 | 25 september | Duitsland          | Hockenheim    | Giacomo Agostini               | Takazumi Katayama | Teuvo Länsivuori  |

## Eindstand
| Pos. | Coureur           | Merk     | Ptn. |
| ---- | ----------------- | -------- | ---- |
| 1    | Steve Baker       | Yamaha   | 131  |
| 2    | Christian Sarron  | Yamaha   | 53   |
| 3    | Giacomo Agostini  | Yamaha   | 45   |
| 4    | Marco Lucchinelli | Yamaha   | 40   |
| 5    | Takazumi Katayama | Yamaha   | 37   |
| 6    | Hubert Rigal      | Yamaha   | 37   |
| 7    | Gregg Hansford    | Kawasaki | 33   |
| 8    | Boet van Dulmen   | Yamaha   | 29   |
| 9    | Kenny Roberts     | Yamaha   | 27   |
| 10   | Philippe Coulon   | Yamaha   | 24   |
| 11   | Warren Willing    | Yamaha   | 16   |
| 12   | Christian Estrosi | Yamaha   | 15   |
|      | Skip Aksland      | Yamaha   | 15   |
| 14   | Patrick Pons      | Yamaha   | 15   |
| 15   | Gene Romero       | Yamaha   | 14   |
| 16   | Mike Baldwin      | Yamaha   | 13   |
| 17   | Ron Haslam        | Yamaha   | 12   |
|      | Yvon Duhamel      | Kawasaki | 12   |
| 19   | Armando Toracca   | Yamaha   | 11   |
| 20   | Bernard Fau       | Yamaha   | 11   |
|      | Teuvo Länsivuori  | Yamaha   | 11   |
| 22   | John Newbold      | Suzuki   | 10   |
| 23   | Johnny Cecotto    | Yamaha   | 8    |
| 24   | Alex George       | Yamaha   | 8    |
| 25   | Víctor Palomo     | Yamaha   | 4    |

| Pos. | Coureur             | Merk   | Ptn. |
| ---- | ------------------- | ------ | ---- |
| 26   | Kork Ballington     | Yamaha | 7    |
| 27   | Christian Le Liard  | Yamaha | 7    |
| 28   | Michel Rougerie     | Yamaha | 6    |
|      | Dave Aldana         | Yamaha | 6    |
| 30   | Marcel Ankoné       | Yamaha | 5    |
|      | Jean-Philippe Orban | Yamaha | 5    |
| 32   | Gilles Husson       | Yamaha | 5    |
| 33   | Jean-Paul Boinet    | Yamaha | 4    |
|      | Alan North          | Yamaha | 4    |
|      | Jimmy Moralès       | Yamaha | 4    |
|      | Ikujiro Takai       | Yamaha | 4    |
| 37   | Piers Forester (†)  | Yamaha | 4    |
|      | John Long           | Yamaha | 4    |
| 39   | Sadao Asami         | Yamaha | 4    |
| 40   | Pat Evans (†)       | Yamaha | 3    |
|      | Julian Soper        | Yamaha | 3    |
|      | Jack Findlay        | Yamaha | 3    |
| 43   | Gerhard Vogt        | Yamaha | 2    |
|      | Clive Offer         | Yamaha | 2    |
|      | Max Wiener          | Yamaha | 2    |
|      | Neil Tuxworth       | Yamaha | 2    |
| 47   | Randy Cleek (†)     | Yamaha | 1    |
|      | Mike Trimby         | Yamaha | 1    |
|      | Jack Middelburg     | Yamaha | 1    |
|      | Jim Allen           | Yamaha | 1    |

## Constructeurstitel
| 1 | Yamaha   | 160 |
| 2 | Kawasaki | 33  |
| 3 | Suzuki   | 10  |

1973 ·
1974 ·
1975 ·
1976 ·
1977 ·
1978 ·
1979